# Joseph Gusfield
Joseph R. Gusfield est un sociologue et politiste américain, né le 6 septembre 1923 à Chicago et mort le 5 janvier 2015 à Danville.

## Biographie

### Études et carrière d'enseignant
Joseph R. Gusfield est né et a grandi dans la ville de Chicago durant la Grande Dépression des années 1930. Il étudie la sociologie à partir de 1941 à l'université de Chicago, mais doit partir entre 1943 et 1946 pour participer à la Seconde Guerre mondiale en tant que soldat américain. Il finit ses études en 1946, et commence en tant qu'assistant de formation en sociologie avant de commencer sa première étude empirique sur les mouvements de tempérance américains (mouvements visant à prohiber l'usage de l'alcool aux États-Unis). Cela lui permet d'obtenir son doctorat en 1954, après avoir réalisé sa thèse sous la direction d'Herbert Blumer. Il est ensuite professeur de sociologie jusqu'en 1969 à l'université d'Illinois, avant de partir à l'université de Californie à San Diego. Il prend sa retraite dans l'enseignement en 2007. 
Joseph Gusfield se revendiquait également comme militant, ayant participé aux marches de Selma à Montgomery pour les droits civiques par exemple.

### Recherche et productions scientifiques: une figure majeure de l'étude des problèmes publics
Il s'inscrit théoriquement dans le courant de la deuxième École de Chicago, école interactionniste américaine. Ses recherches tournent autour des thèmes des problèmes publics et de la santé. Il publie son premier ouvrage en prolongement de sa thèse sur l'étude des mouvements de tempérance, Symbolic Crusade : Status Politics and the American Temperance Movement en 1963. Toujours en lien avec l'usage de l'alcool et les questions de santé, il observe par la suite les pratiques judiciaires des tribunaux dans les cas d'ivresse au volant. 
Ces études aboutissent à la publication en 1981 de The Culture of Public Problems : Drinking-Driving and the Symbolic Order, son ouvrage majeur. Il ne sera traduit en français que vingt-huit ans plus tard, avec pour titre La Culture des problèmes publics. L’alcool au volant : la production d’un ordre symbolique. Dans ce livre, il prend le cas de la transformation du phénomène social de l'usage de l'alcool au volant, pour étudier la façon dont il a pu devenir un problème public aux États-Unis. Il s'inscrit dans une analyse en termes de trajectoire du problème public, en décrivant l'émergence de la préoccupation, la construction, stabilisation et l'institutionnalisation de ce problème. Son inscription dans les théories de l'école de Chicago se ressent notamment par la mise en avant du rôle des acteurs dans cette construction, le plaçant ainsi notamment dans le sillage de l'analyse d'Howard Becker dans Outsiders. 
Gusfield considère que le développement du Welfare State a contribué à l'émergence d'une culture des problèmes publics. La société est faite de situations considérées comme problématiques, et il est attendu de l'Etat qu'il les résolve. Des structures dédiées sont désignées pour mener l'action publique qui règlera le problème dénoncé : l'aide sociale à l'enfance dans le cas des abus sur enfants par exemple.  
Plusieurs acteurs peuvent considérer qu'une solution est problématique, sans s'entendre sur pourquoi c'est un problème, ni sur comment le régler. La construction des problèmes publics est donc un enjeu de luttes entre différents acteurs, qu'il appelle des "entrepreneurs de cause". Ces derniers mènent des "croisades symboliques" dans le but d'imposer leur vision du problème et de transformer leur solution en action publique. Lorsqu'ils y parviennent et qu'ils bénéficient d'un contact régulier avec les instances politico-administratives, ils deviennent les "propriétaires du problème public".  

### Livres
- Joseph R. Gusfield, Community : A Critical Response. Harper & Row, New York 1975,  (ISBN 0-06-136176-3).
- Joseph R. Gusfield, Contested Meanings: The Construction of Alcohol Problems. University of Wisconsin Press, Madison 1996,  (ISBN 0-299-14930-7).
- Joseph R. Gusfield, La Culture des problèmes publics. L’alcool au volant : la production d’un ordre symbolique [traduction française et postface de Daniel Cefaï], Paris, Economica, coll. « Études sociologiques », 2009, 354 p.
- Joseph R. Gusfield, The Culture of Public Problems : Drinking-Driving and the Symbolic Order, Chicago, University of Chicago Press, 1981, 263 p.
- Joseph R. Gusfield, Symbolic Crusade : Status Politics and the American Temperance Movement, Urbana, University of Illinois Press, 1963, 198 p.

### Articles
- "Social Structure and Moral Reform: A Study of the Woman’s Christian Temperance Union". In: The American Journal of Sociology, 61, No. 3 (1955)
- "Moral Passage. The Symbolic Process in the Public Designations of Deviance". In: Social Problems, 15, 1967/1968, S. 175–189.
- "Alcohol Problems: An Interactionist View". In: Jean-Pierre von Wartburg, Pierre Magnenat, Richard Muller, Sonja Wyss (Hrsg.): Currents in Alcohol Research and the Prevention of Alcohol Problems - Proceedings of an International Symposium Held in Lausanne, Switzerland, November 7–9, 1983. Hans Huber, Bern 1985, S. 71–81
- "Constructing the Ownership of Social Problems : Fun and Profit in the Welfare State", Social Problems, 36, 5, p. 431‑441, 1989.
- "My Life and Soft Times". In: Bennett M. Berger (Hrsg.): Authors of their own lives: intellectual autobiographies by twenty American sociologists. Univ. of California Pr., Berkeley 1990, S. 104–129.

### Sites Web
- Literatur von und über Joseph R. Gusfield dans le catalogue de la Bibliothèque Nationale Allemande
- Literatur von und über Joseph R. Gusfield dans la bibliographie de la base de données WorldCat
- Joseph R. Gusfield (Memento vom 8. Oktober 2014 im Internet Archive), University of California, San Diego
- Joseph R. Gusfield, University of Chicago Press
- In Memoriam: Joseph R. Gusfield (1923-2015), Alcohol and Drugs History Society (ADHS)